# ルメリフェネリ

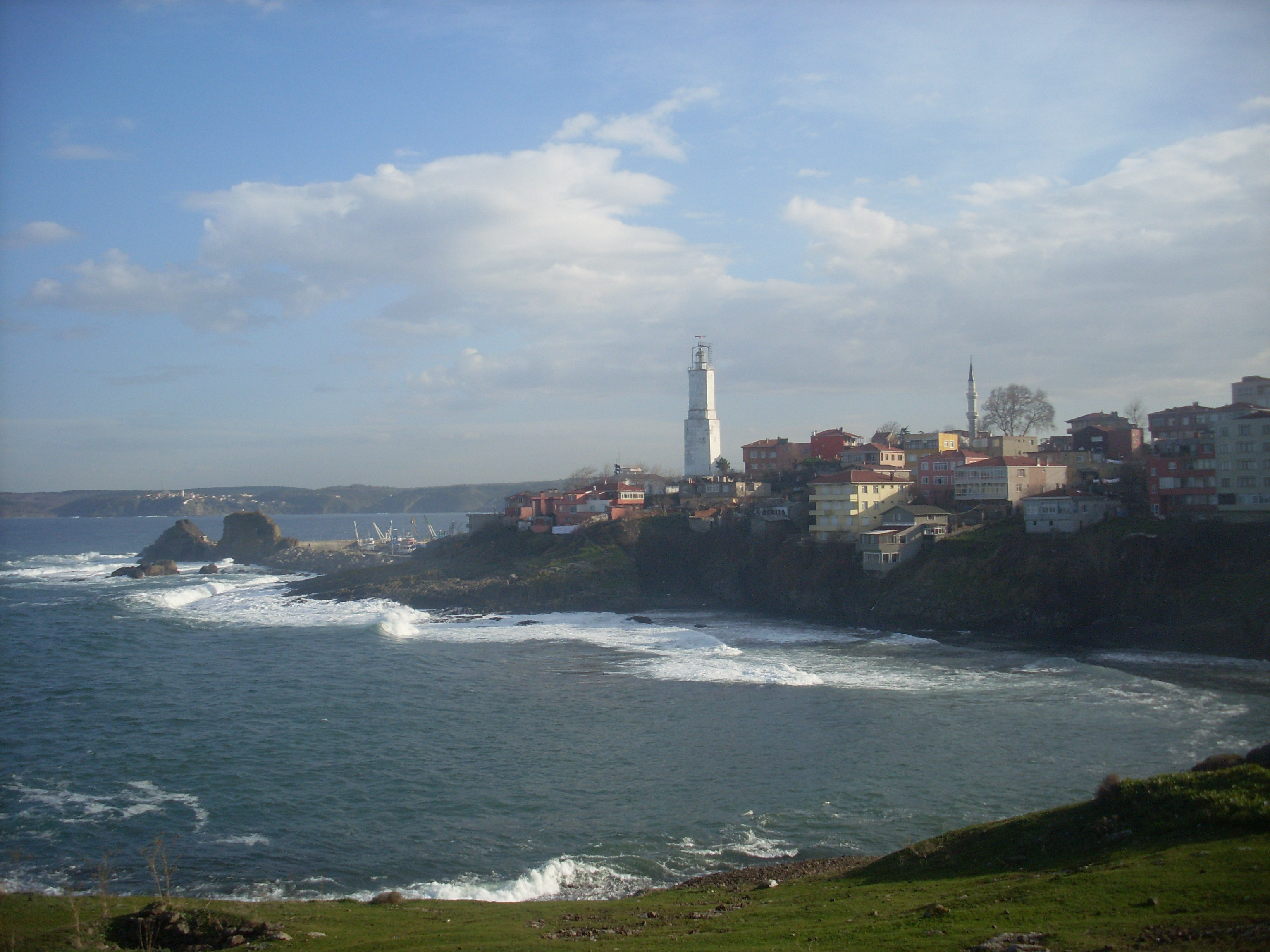
ルメリフェネリ

ルメリフェネリ（トルコ語:Rumelifeneri）は、トルコ、イスタンブール県サルイェル（Sarıyer）の地区。ボスポラス海峡の北端、黒海と交わる部分のヨーロッパ側にある。名前の由来はルメリ灯台である。対岸のアナトリア側にはアナドルフェネリと呼ばれる地区があり、2つで対になっている。